# 알동천호소
알동천호소(斡東千户所)는 원나라 간섭기 고려 시대 행정 구역이다.

## 개요

### 설치와 역할
원(元)나라가 침략한 고려(高麗) 시대였던 1255년(고려 고종(高麗 高宗) 41년)에 처음 설치되어 101년 후 1356년(고려 공민왕 5년) 고려국에서 원나라 간섭기를 붕괴시키면서 폐지된 고려 시대 쌍성총관부(雙城摠管府)의 요양등처행중서성(遼陽等処行中書省) 관련 협력 체제 관청이었다.

### 행정구역상 위치
이자춘(李子春, 조선 태조 이단의 선친)의 출생지이기도 한 이곳은 현재의 함경북도 경흥 지방 일대이다.

### 1356년 고려 광복과 함께 폐지
1356년 고려 공민왕 왕기(高麗 恭愍王 王祺)가 정동등처행중서성(征東等處行中書省)을 폐지하여 고려(高麗)의 광복(光復)을 앞당기는 등 원(元) 간섭기를 붕괴시킨 고려국(高麗國)의 쌍성총관부 탈환 사태와 함께 폐지되었다.